# Дворічанська волость
Дворічанська волость — адміністративно-територіальна одиниця Куп'янського повіту Харківської губернії з центром у слободі Дворічна.
Станом на 1885 рік складалася з 28 поселень, 20 сільських громад. Населення — 7679 осіб (3902 чоловічої статі та 3997 — жіночої), 1267 дворових господарств.
|                     | Площа, десятин | У тому числі орної, дес. |
| ------------------- | -------------- | ------------------------ |
| Сільських громад    | 13713          | 4614                     |
| Приватної власності | 12661          | 5700                     |
| Іншої власності     | 134            | 115                      |
| Загалом             | 26508          | 10429                    |

Основне поселення волості:
- Дворічна — колишня державна слобода при річках Оскіл і Дворічна за 20 верст від повітового міста, 5186 осіб, 397 дворів, православна церква, школа, богодільня, поштова станція, 2 постоялих двори, 4 лавки, базари по неділях, 5 ярмарків на рік: новорічний, постовий, троїцький, успенський і покровський.
- Кутьківка — колишній державний хутір при річці Дворічна, 699 осіб, 127 дворів.
- Маначинова — колишня власницька слобода, 425 осіб, 77 дворів.
- Новомлинська — колишня власницька слобода при річці Оскіл, 390 осіб, 67 дворів, православна церква.